# Тайн (Вайоминг)
Тайн (англ. Thayne, Wyoming) — город, расположенный в округе Линкольн (штат Вайоминг, США) с населением в 341 человек по статистическим данным переписи 2000 года.

## География
По данным Бюро переписи населения США город Тайн имеет общую площадь в 1,81 квадратных километров, водных ресурсов в черте населённого пункта не имеется.
Город Тайн расположен на высоте 1800 метров над уровнем моря.

## Демография
По данным переписи населения 2000 года в городе проживал 341 человек, 86 семей, насчитывалось 118 домашних хозяйств и 135 жилых домов. Средняя плотность населения составляла около 181 человек на один квадратный километр. Расовый состав города по данным переписи распределился следующим образом: 97,65 % белых, 0,29 % — коренных американцев, 1,76 % — представителей смешанных рас, 0,29 % — других народностей. Испаноговорящие составили 0,59 % от всех жителей города.
Из 118 домашних хозяйств в 48,3 % — воспитывали детей в возрасте до 18 лет, 60,2 % представляли собой совместно проживающие супружеские пары, в 10,2 % семей женщины проживали без мужей, 26,3 % не имели семей. 19,5 % от общего числа семей на момент переписи жили самостоятельно, при этом 6,8 % составили одинокие пожилые люди в возрасте 65 лет и старше. Средний размер домашнего хозяйства составил 2,89 человек, а средний размер семьи — 3,31 человек.
Население города по возрастному диапазону по данным переписи 2000 года распределилось следующим образом: 35,8 % — жители младше 18 лет, 12,0 % — между 18 и 24 годами, 25,8 % — от 25 до 44 лет, 16,4 % — от 45 до 64 лет и 10,0 % — в возрасте 65 лет и старше. Средний возраст жителей составил 26 лет. На каждые 100 женщин в городе приходилось 99,4 мужчин, при этом на каждые сто женщин 18 лет и старше приходилось 99,1 мужчин также старше 18 лет.
Средний доход на одно домашнее хозяйство в городе составил 31 875 долларов США, а средний доход на одну семью — 30 250 долларов. При этом мужчины имели средний доход в 31 406 долларов США в год против 15 375 долларов среднегодового дохода у женщин. Доход на душу населения в городе составил 10 248 долларов в год. 24,7 % от всего числа семей в округе и 27,4 % от всей численности населения находилось на момент переписи населения за чертой бедности, при этом 24,6 % из них были моложе 18 лет и 26,5 % — в возрасте 65 лет и старше.